# Římskokatolická farnost Dobromilice
Římskokatolická farnost Dobromilice je územním společenstvím římských katolíků v rámci prostějovského děkanátu Olomoucké arcidiecéze s farním kostelem Všech svatých.

## Historie
Obec Dobromilice je písemně zaznamenána již roku 1280. Samotný kostel je zmíněn v zemských deskách v Brně roku 1353 a 1368. Roku 1592 byl kostel na nařízení Jana Žalkovského, pána z Dobromilic, obnoven a dostavěn na nynějším místě v nynějších rozměrech, vyjma věže. V průběhu třicetileté války kostel roku 1622 vyhořel, farnost byla obnovena roku 1669. Při této obnově přináležely k farnosti i obce Doloplazy, Poličky, Hradčany a Kobeřice.
Budova dnešní fary pochází z roku 1789. Od té doby se konaly malé přestavby. Za druhé světové války byla budova fary silně poničena leteckou pumou, svrženou na schodiště před kostelem. Opravy byly dokončeny i s kostelem roku 1947. Další velké úpravy se uskutečnily po roce 2010. Byla upravena speciální místnost pro výuku náboženství, vznikla „reprezentační místnost“ a také farní knihovna. Schole byla upravena místnost pro její nácviky.

## Duchovenstvo farnosti

### Duchovní správci
Od července 2009 byl administrátorem excurrendo R. D. Mgr. Mgr. Marek Franciszek Jarosz. Toho v červenci 2017 vystřídal jako administrátor excurrendo R. D. Mgr. Marek František Glac.

### Kněží – rodáci
- dne 30. června 2018 byl v Olomouci vysvěcen na kněze dobromilický rodák, R.D. Mgr. Jan Svozilek, který slavil svou primiční Mši svatou 2. července v dobromilickém farním kostele

## Bohoslužby
| Kostel            | Místo       | Bohoslužba (den)         | Hodina      | Poznámka     |
| ----------------- | ----------- | ------------------------ | ----------- | ------------ |
| Všech svatých     | Dobromilice | neděle pátek             | 11.00 18.00 | Farní kostel |
| kaple v Poličkách | Doloplazy   | ( jednou za rok v září ) | -           | pouť         |

## Aktivity farnosti
V období mezi Vánocemi a Novým rokem pořádá farnost turnaj ve stolním fotbalu a v šachu.
Ve farnosti se pravidelně koná tříkrálová sbírka. V roce 2016 se při ní v Dobromilicích vybralo více než deset tisíc korun.